# Đào Nhuận
Đào Nhuận người làng Gia Viên (tên gọi khác là Da Viên hay làng Cấm thuộc nội thành Hải Phòng ngày nay), ông là người tham gia vào trận thủy chiến trên cửa sông Bạch Đằng năm 938.

## Thân thế

Cọc gỗ trong trận thủy chiến trên cửa sông Bạch Đằng năm 938 còn lưu giữ tại Bảo tàng của khu di tích Tràng Kênh

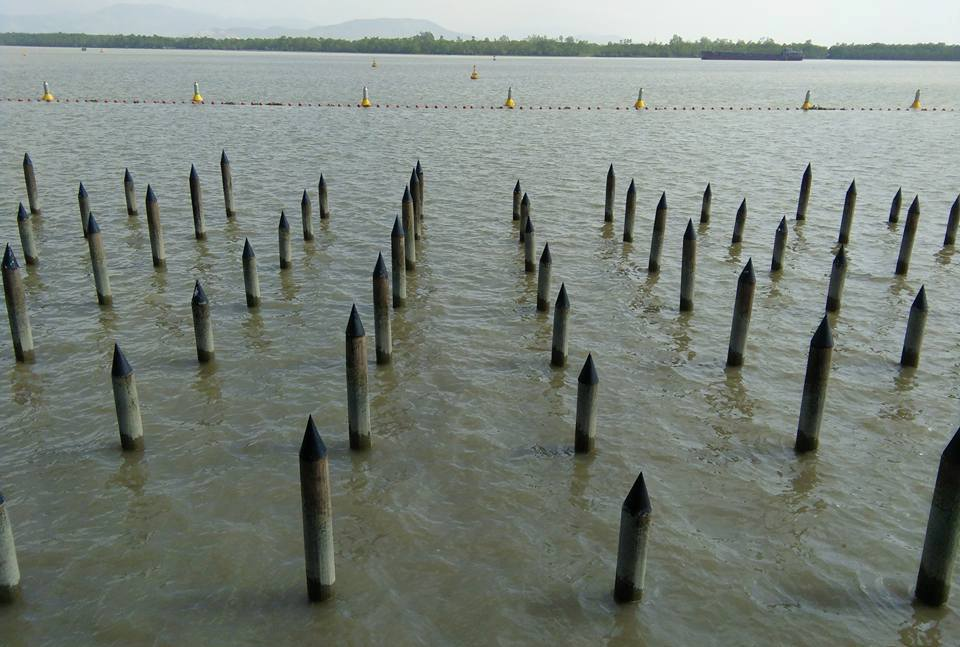
Tái hiện bãi cọc ngầm trong trận thủy chiến cửa sông Bạch Đằng năm 938

Tổ tiên của Đào Nhuận là dân Thủy Đường (xã Thủy Đường, huyện Thủy Nguyên ngày nay). Do bị chính quyền cai trị phương Bắc ức hiếp nên gia đình ông phải rời sang vùng đầm lầy bên sông Cấm để sinh sống. Bố ông làm nghề đánh cá, mẹ đan lưới. Lớn lên, Đào Nhuận thường theo cha đi đánh cá.
Cuộc sống ven biển thường có giặc biển vào cướp phá, dân làng Da Viên đã mời thầy về dạy võ cho trai tráng trong làng. Vốn có sức khỏe hơn người, lại sinh ra và lớn lên ở vùng sông nước nên sau một thời gian học tập và rèn luyện, Đào Nhuận đã trở thành một người tinh thông võ nghệ.
Do việc liên kết chống giặc biển vào cướp phá dân làng nên Đào Nhuận và Nguyễn Tất Tố trở thành đôi bạn rất thân.

## Trận Bạch Đằng năm 938
Khi Ngô Quyền về vùng ven biển Đông Bắc (An Dương) chiêu mộ lực lượng chuẩn bị đối phó với quân Nam Hán xâm lược, ông đã cùng với Nguyễn Tất Tố và trai tráng trong làng đầu quân đánh giặc và được trọng dụng làm gia tướng.
Ông được vua Ngô Quyền giao cho chỉ huy dẫn quân lính cùng nhân dân vào rừng lấy gỗ đẽo cọc nhọn cắm ở cửa sông rồi cùng Ngô Xương Ngập (con trai Ngô Quyền) và Dương Tam Kha đem quân mai phục hai bên bờ sông.

Tranh giả đồng tái hiện trận Bạch Đằng 938

Khi quân Nam Hán di chuyển vào trận địa, ông cùng Tam Kha, Xương Ngập chỉ huy những chiếc thuyền nhỏ nhẹ từ trong ra hàng lau sú tiến ra đánh phá, chia cắt đội hình quân giặc.

## Bài liên quan
- Nguyễn Tất Tố
- Dương Tam Kha
- Ngô Dương Ngập